# Биньямина — Гиват-Ада
Биньямина́ — Гива́т-А́да (ивр. בנימינה-גבעת עדה‎, араб. بنيامينا غفعات عادة‎) — населённый пункт на севере Израиля, в Хайфском округе.
Образован слиянием двух местных советов Биньямина и Гиват-Ада в 2003 году.
Площадь — 25718 дунамов (25,7 км²).

## История
В 1920-е годы сюда переселилось 20 еврейских семей из советизирующейся Грузии.
В 1952 году в Биньямине открылась винодельня Биньямина, которая производит вино из местных сортов винограда. В настоящее время она является 5-й по размеру винодельней в стране.

## Население
По данным Центрального статистического бюро Израиля, население на начало 2020 года составляло 15 847 человек.

## Города-побратимы
- Токай, Венгрия